# Chant XIX du Paradis
Le Chant XIX du Paradis est le dix-neuvième chant du Paradis de la Divine Comédie du poète florentin Dante Alighieri. Il se déroule dans le ciel de Jupiter où résident les esprits justes ; nous sommes dans la nuit du 13 au 14 avril 1300 ou du 30 au 31 mars 1300.

## Thèmes et contenus

### L'Aigle: versets 1-21
Les innombrables âmes qui forment l'image de l'aigle brillent comme de petits rubis et émettent des mots, utilisant le singulier « je » et « mon » là où, étant une multiplicité, « nous » et « notre »  auraient été attendus. C'est donc la voix de l'Aigle qui déclare qu'elle a été élevée à la gloire céleste au nom de sa justice et de sa miséricorde ; sur terre, le souvenir de ses actes demeure, mais ils ne sont pas imités par l'humanité dissolue.

### Le Doute de Dante: versets 22-33
Dante demande une réponse à l'un de ses doutes qui l'a longtemps tourmenté. Il sait bien qu'au paradis la justice divine se reflète sans voile, aussi se prépare-t-il à écouter attentivement la réponse à son problème, bien connue de l'Aigle, sans qu'il ait à l'exprimer.

### La Justice de Dieu: versets 34-99

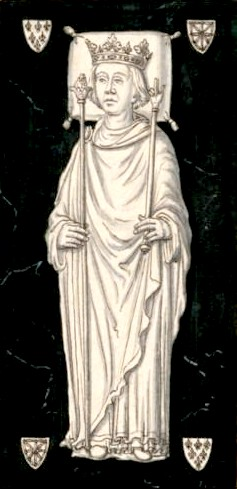
Image de Philippe le Bel.

L'aigle hoche la tête et bouge ses ailes d'un air satisfait, comme un faucon qui vient de se libérer de son capuchon, puis commence à parler : Dieu a imprimé sa puissance créatrice sur l'ensemble de l'univers de telle sorte que le Verbe déborde infiniment les capacités de la création. Lucifer, l'ange orgueilleux qui n'a pas voulu attendre la grâce divine, a été damné ; de là nous comprenons que tous les autres êtres, par nature inférieurs à lui, sont insuffisants pour contenir le bien incommensurable qu'est Dieu. Par conséquent, poursuit l'Aigle, l'esprit de l'homme, simple rayon de l'esprit divin, ne peut le comprendre que dans une faible mesure. C'est comme le regard qui va dans la mer : bien que sur le rivage il puisse voir le fond, en haute mer il ne peut pas le voir à cause de la profondeur de l'eau. La vérité pour l'homme ne peut provenir que de la lumière immuable de Dieu, sinon il y a erreur et ténèbres. Voici donc la réponse au doute de Dante qui se demande s'il est juste de condamner ceux qui meurent sans péché mais n'ont pas été baptisés parce qu'ils sont nés dans un endroit où le message chrétien n'est pas arrivé. Dante, dit l'Aigle, ne devrait pas se permettre de monter sur une cathèdre pour juger avec sa courte vue d'homme ce qui le dépasse infiniment (c'est-à-dire la justice de Dieu). Seul est juste ce qui est conforme à la volonté de Dieu, qui est en soi bon et ne s'écarte jamais du bien suprême.
Après avoir terminé sa réponse, l'Aigle montre sa satisfaction en se repliant sur lui-même, comme la cigogne qui survole le nid en voyant ses petits maintenant bien nourris (comme Dante) et en chantant.

### Doctrine du Salut: versets 100-114
L'Aigle reprend la parole en expliquant que ceux qui n'ont pas eu foi en Christ avant qu'il ne vienne au monde ou après qu'il soit venu ne sont jamais montés au ciel. Cependant, beaucoup de ceux qui clament « Christ, Christ ! » au moment du jugement seront moins proches de lui que quelqu'un qui n'a pas appris à le connaître, comme un païen (l'Éthiopien, verset 109 ou le Perse, verset 112).

### Mauvais Principes Chrétiens: versets 115-148
Passant rapidement de la doctrine au jugement sur le présent, l'Aigle affirme que dans le « livre » où sont inscrits les péchés au moment du jugement, on verra les fautes des princes chrétiens : de la guerre menée contre le royaume de Bohême par l'empereur Albert Ier de Habsbourg, à la contrefaçon de la monnaie par Philippe IV le Bel ; de la folle ambition qui anime les rois d'Écosse et d'Angleterre à la douce luxure des rois d'Espagne et de Bohême. Il poursuit en déplorant les fautes de Charles II d'Anjou, de Frédéric II d'Aragon, ainsi que de son frère et de son oncle. La méchanceté des rois de Portugal, de Norvège et de Serbie sera connue. L'hymne se termine par une apostrophe dans laquelle les peuples qui parviennent à se libérer du joug qui les opprime sont déclarés heureux.

## Analyse
Dans ce Chant, Dante met en place une discussion sur un problème qui a longtemps occupé sa réflexion théologique, à savoir comment et pourquoi l'homme vertueux qui, sans faute de sa part, n'a pas pu connaître l'Évangile, est condamné par Dieu. Le sujet du doute théologique profond est d'abord sous-entendu dans ce Chant, puisqu'il était déjà connu de l'Aigle (versets 25-33), puis  après une longue exposition de la distance incommensurable entre l'esprit humain et l'esprit divin  manifesté par l'Aigle lui-même (versets 70-78) ; enfin, il arrive à l'axiome de la conformité de toute vraie justice à la volonté de Dieu. Ce thème sera repris et exploré dans le Chant suivant.
Après ce traitement théologique , articulé sous la forme d'un dialogue entre Dante et l'Aigle et ponctué de figures rhétoriques, le verset 106, avec sa référence explicite à un passage de l'Évangile, reprend le thème récurrent de la polémique contre les princes de l'époque. Leurs méfaits divers et graves sont énumérés, d'autant plus exécrables qu'ils ont été commis par un homme qui se dit chrétien ; ils ont douloureusement touché les peuples d'Europe, niant précisément cette justice qui est exaltée et symbolisée par l'Aigle au paradis.
La polémique est exposée sous la forme de la prophétie apocalyptique sur le Jugement dernier, soulignée par une triple anaphore : Là, on verra... (versets 115, 118, 121) ; Vedrassi... (versets 124, 127, 130) ; et...(versets 133, 136, 139). L'ensemble constitue un acrostiche : LVE, qui se lit normalement LUE, c'est-à-dire fléau, comme un résumé du jugement sur les gouvernants mauvais et corrompus. À cet exemple élaboré du goût médiéval pour l'artifice rhétorique s'opposent des figures d'un autre genre, comme la similitude de la cigogne (versets 91-96) et celle du faucon (versets 34-36), qui renvoient au monde de l'expérience sensorielle, et les métaphores répétées du jeûne (versets 25 ..., 33) et de la vision (52, 59, 64 ..., 81), qui renvoient toutes deux au thème du désir de connaissance qui ne peut être satisfait par la seule raison humaine.